# Evershot
Evershot è un villaggio e parrocchia civile dell'Inghilterra, appartenente alla contea del Dorset.